# كهف بيلمان
كهف بيلمان (بالإنجليزية: Bellman's Cave)‏ هو كهف يقع ضمن أقاليم ما وراء البحار البريطانية في منطقة جبل طارق التابعة للتاج البريطاني.